# Colegio Sagrados Corazones Belén
El Colegio de los Sagrados Corazones Belén es una institución escolar privada ubicado en el distrito de San Isidro, en la ciudad de Lima, capital del Perú. Es de origen francés y originalmente era exclusivo para estudiantes femeninas; sin embargo, actualmente es de educación mixta. Fue fundado en 1849 por religiosas de la Congregación de los Sagrados Corazones, congregación que data de 1800, originaria de Poitiers, Francia.Brinda educación bajo el propósito de “Amando educamos, humanizamos y transformamos corazones”

## Historia

### Creación
El 13 de noviembre de 1848, tres religiosas francesas de la Congregación, desembarcaron en el puerto del Callao, Perú, procedentes de Valparaíso, en respuesta a las gestiones hechas desde 1838 por el Arzobispo de Lima, Francisco de Sales Arrieta, para ocuparse de la formación educativa de las niñas y jóvenes peruanas. Cuando se realiza la fundación, el presidente del Perú era don Ramón Castilla y como Arzobispo de Lima estaba en el cargo Monseñor Francisco Xavier de Luna Pizarro.

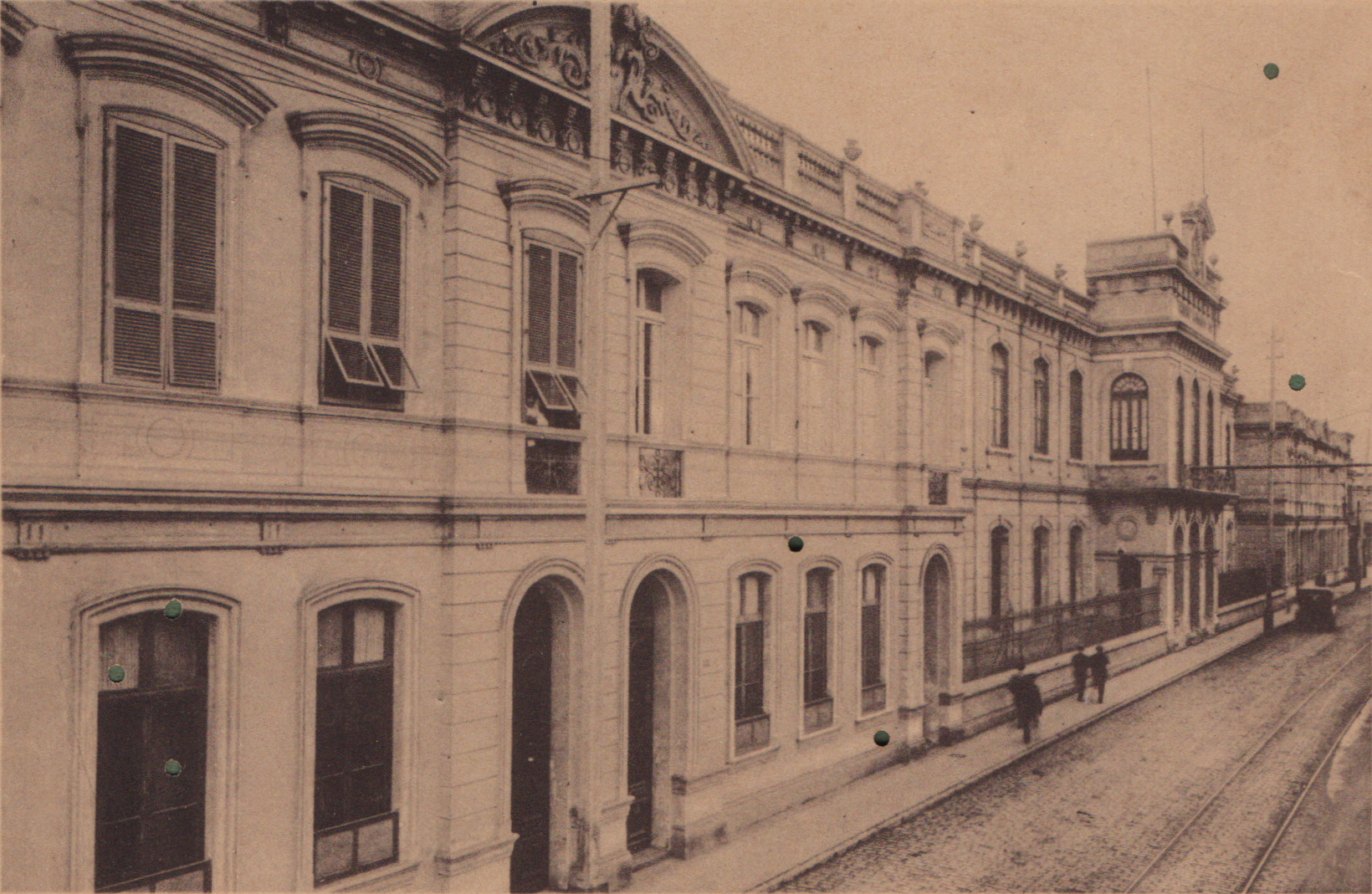
Fachada del antiguo Colegio Belén en Calle Juan Simón (última cuadra del Jirón de la Unión).

 De esta manera, el 25 de marzo de 1849 fue fundado el Colegio de los Sagrados Corazones en el local del antiguo hospital del Espíritu Santo, en Lima. Las religiosas tomaron la dirección del Colegio de educandas que ya existía por encargo del presidente de la república. Es así que se constituye el primer centro educativo particular, religioso para mujeres, en el Perú.

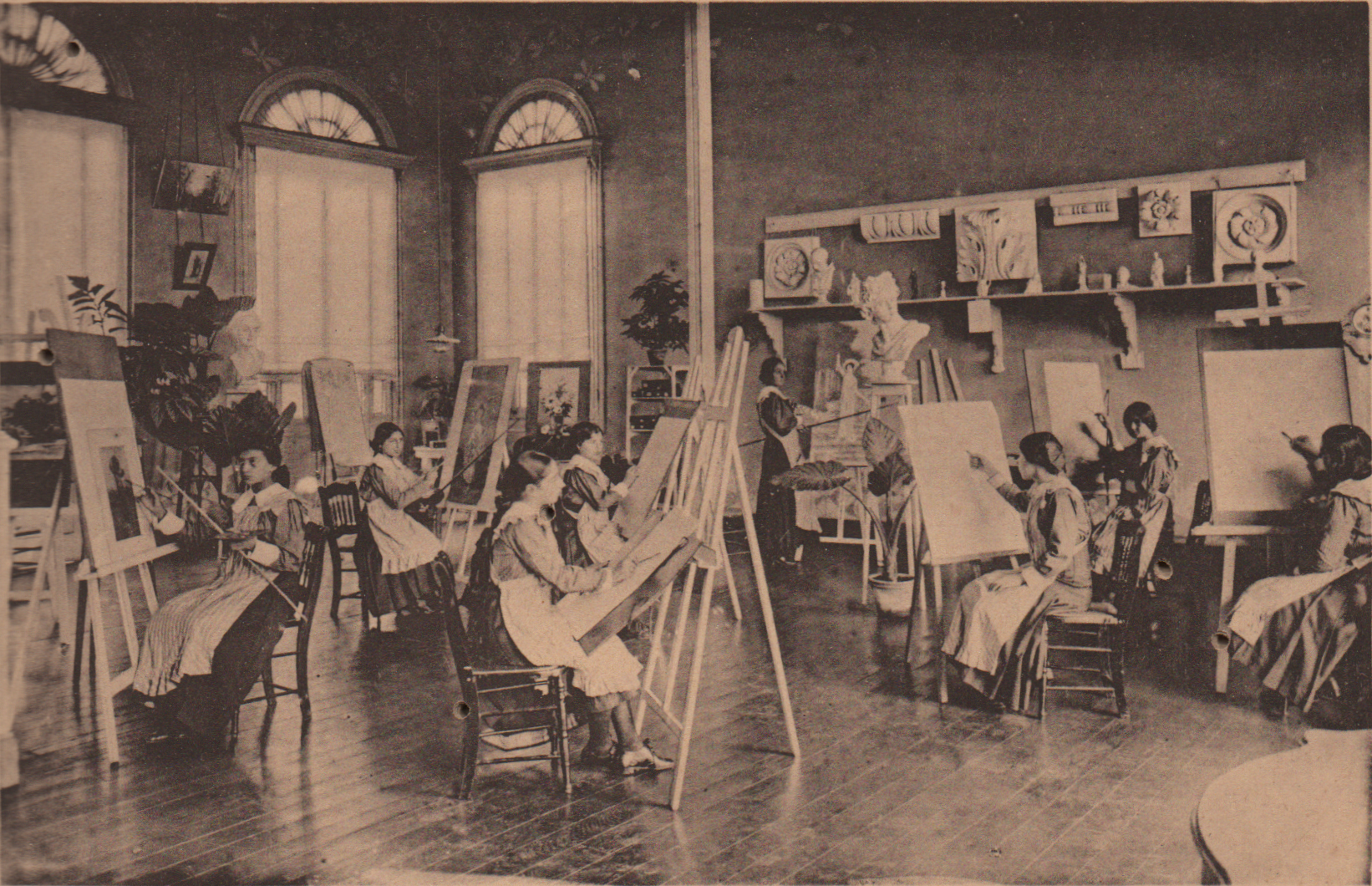
Colegio Belén interior, sala de arte.

 En marzo de 1851, por el gran incremento de alumnado, se busca otro local y las Hermanas de los SS.CC. Se trasladan a un antiguo convento de los Mercedarios donde había un famoso retablo de Nuestra Señora de Belén del siglo XVI, que se conserva hasta hoy en la Capilla del actual local de San Isidro. Estas circunstancias hacen que el Colegio comience a llamarse Colegio de los Sagrados Corazones Belén.
En 1912, se abrió en Belén un Kindergarten para niños, que funcionó durante varios años y tuvo mucha acogida, entre sus alumnos se cuenta a Mons. Augusto Vargas Alzamora SJ. Quien fuera tercer Cardenal del Perú.
Desde su fundación el Colegio funcionó en el Centro de Lima, pero al crecer la población, se empieza a sentir la necesidad de sacar al Colegio a las afueras de la ciudad. Se adquiere, entonces, el antiguo campo de aterrizaje de  Santa Cruz y en 1960 se inaugura el pabellón de la Primaria para las niñas pequeñas. Dos años después se traslada todo el alumnado al nuevo local en la Av. Álvarez Calderón, distrito de San Isidro, que es donde actualmente se encuentra el Colegio.

### El colegio en la Guerra del Pacífico
La madre Hermasie Paget, que nació el 8 de agosto de 1828 en Sombacour, Francia, había llegado al Perú el 15 de febrero de 1850 para dedicarse a la tarea educativa, fue designada en 1854 superiora del colegio, asimismo el 28 de julio de 1877 recibió el Diploma de Oro como la mejor Maestra de la República, concedido por la Municipalidad de Lima. 
La religiosa, “que amaba al Perú como a su segunda patria”, sufrió con la población los avatares de la Guerra del Pacífico iniciada en 1879.
Cuando el país comenzó a ser invadido por las tropas chilenas y se acercaban a Lima, al Colegio Belén, donde vivían y educaban las hermanas de los Sagrados Corazones, abrió sus puertas a numerosas familias que buscaban refugio.

«Se estima que por lo menos cien familias peruanas quedaron protegidas por la bandera de Francia, en ese lugar, hasta la desocupación de Lima, el 23 de octubre de 1883».

La madre Paget ya tenía por entonces amistad con el almirante francés Bergasse du Petit Thouars, quien frecuentaba el Colegio Belén y había arribado por primera vez a la capital el 30 de agosto de 1879, fiesta de Santa Rosa de Lima.

«Los dos fueron amigos de niños, la madre Paget era mayor, le llevaba cuatro años. Se reencontraron muchos años después en tierras lejanas a la patria para que desarrollaran conjuntamente, una de las más bellas historias de amor al prójimo, en nombre de la Francia inmortal, de la ayuda humanitaria, de la libertad, la fraternidad y la igualdad, de la abolición de las clases sociales y de la declaración de los derechos del hombre».

Era enero de 1881 y ya el ejército chileno había derrotado la defensa de Lima, saqueando e incendiando los balnearios de Chorrillos y Barranco. La población de la capital peruana temía que lo mismo sucediera con la ciudad. En estas circunstancias –cuenta la historia-, la madre Hermasie Paget pide a las familias refugiadas y a las religiosas que recen por la salvación de la capital.
En ese momento, su compatriota, el almirante Petit Thouars, se encontraba con la flota francesa en Valparaíso, Chile, cuando decidió retornar al Perú debido a una intuición que narró en sus memorias. “El recuerdo de Lima, del Colegio de Belén, el nombre de Santa Rosa se presentaba a mi imaginación... la una... las dos de la mañana, mayor sobresalto. Me levanto, doy la orden de encender la máquina y de tomar rumbo al Callao; con esto cesó mi turbación”, escribió.
Al llegar a Lima se dirige al Colegio Belén y ofrece a las religiosas refugiarlas en su barco “La Victorieuse”, pero las hermanas deciden quedarse con la población. La madre Hermasie Paget conocía el peligro y pidió a Petit Thouars entrevistarse con el general chileno Manuel Baquedano para evitar la destrucción de la ciudad.
Así, el almirante francés acude con los jefes de las flotas británica e italiana que se encontraban en el Callao y le advierte a Baquedano que si sus tropas cometen en Lima lo mismo que hicieron en Chorrillos y Barranco, la armada chilena sería destruida.
Años después de concluida la guerra, en 1892, un grupo de señoras de Lima enviaron al almirante du Petit Thouars una carta de gratitud acompañada con 1.250 firmas. “En Lima, la modestia y humildad religiosa de la Madre Hermasie Paget no permitió públicas manifestaciones; pero la tradición se ha encargado de mantener vívido el recuerdo de tan gran servicio a la ciudad que ella siempre consideró muy suya”.
En 1890 la religiosa se encontraba gravemente enferma. El 1 de noviembre recibió la Eucaristía por última vez y al día siguiente falleció en compañía de su comunidad y con el cariño de las alumnas del colegio y amigos.
En 1924 el Concejo Provincial de Lima colocó una placa en homenaje a la religiosa. “Homenaje del Concejo Provincial de Lima a la Rvda. Madre Hermasie Paget Superiora de los Sagrados Corazones Belén, quien con su influencia cerca del Almirante Bergasse Du Petit Thouars contribuyó en 1881 a la salvación de Lima”.

## El Colegio en la actualidad
Desde el año 2000, el colegio ha optado por el sistema de la coeducación; desde entonces, se han hecho cambios en la infraestructura y la currícula del colegio para adaptarse a la coyuntura inclusiva. Actualmente, sigue siendo promovido por la Congregación de los Sagrados Corazones, asimismo, cuenta con una amplia cantidad de estudiantes de distintas nacionalidades, dada la ubicación del mismo colegio, cerca a embajadas de distintos países.
Cabe mencionar que, desde el año 2013, figura entre los 22 primeros colegios particulares cuyos egresados cuentan con un  excelente rendimiento académico en estudios superiores cursados en la Pontificia Universidad Católica del Perú, de un total de 2439 colegios evaluados en todo el país según dicha universidad.

## Himno
Cœur Sacré de Jésus, que ton royaume arrive!
oui Dieu le veut sois notre Roi!
Nous jurons qu'à jamais pour que ta loi revive
les Bélénistes sont à Toi
Nous jurons qu'à jamais pour que ta loi revive
les Bélénistes sont à Toi
Doux Jésus pour te rendre hommage
se sont unis nos cœurs aimants
Arme-les d'un nouveau courage contre l'ennemi triomphant
À toi nos bras, notre vaillance 
notre jeunesse et notre ardeur!
Dans le joie et dans le souffrance nous travaillons de tout cœur
Cœur Sacré de Jésus, que ton royaume arrive!
oui Dieu le veut sois notre Roi!
Nous jurons qu'à jamais pour que ta loi revive
les Bélénistes sont à Toi
Nous jurons qu'à jamais pour que ta loi revive
les Bélénistes sont à Toi.

## Belenistas destacados
- Adriana de Verneuil Memorista y esposa de Manuel González Prada
- Alejandra De la Guerra Voleibolista Medalla de Plata Juegos Olímpicos Seúl 88
- Astrid Fiedler Conductora de TV
- Carolina Lizárraga Abogada y exjueza
- Chabuca Granda Cantautora y folclorista
- Clemencia Granados Abogada y escritora
- Delia Revoredo Abogada
- Gianella Neyra Actriz y conductora de TV
- Isabel Sabogal Escritora, traductora y astróloga
- Julia Ferrer Escritora y poeta
- Karina Jordán  Actriz
- Lastenia Larriva Poeta, escritora y periodista
- Luisa María Cuculiza Excongresista de la República
- Mariella Balbi Periodista
- Matilde Pérez Palacio Exdiputada de la República
- Mávila Huertas Escritora y periodista
- Monica Domínguez Actriz
- Rosario Arroyo Periodista, docente, poeta, escritora
- Saby Kamalich Actriz
- Violeta Correa Periodista